# Thays Gorga
Thays Correa Gorga (São Paulo, 30 de abril de 1990) é uma atriz, cantora e apresentadora brasileira. Ficou conhecida por apresentar o programa Zapping Zone do Disney Channel de 2007 a 2011, e na novela Cúmplices de um Resgate do SBT de 2015 a 2016 como a personagem Helena.

## Biografia e carreira
Aos 17 anos de idade estreou na TV interpretando a personagem Janete na novela Metamorphoses da Rede Record. Participou também do video da música "Um minuto para o fim do mundo" da banda CPM22 em 2005. Em 2007 passou a apresentar o programa Zapping Zone do canal a cabo Disney Channel Brasil no qual esteve sob o comando até 2011. Realizou diversos trabalhos na Disney, em 2008 lançou seu primeiro vídeo clipe "Duas Estrelas" versão brasileira da música Two Stars para a divulgação do filme Camp Rock. Em 2010 estreou nos cinemas em uma participação especial no filme High School Musical: O Desafio, como Thais, a apresentadora do show. Em 2011 fez uma participação especial na série Quando Toca o Sino interpretando Jane, no mesmo ano deixa a Disney para se dedicar a atuação, fazendo vários trabalhos publicitários. Também em 2011 participou da web série De Carona Com Elas do site Bolsa de Mulher, interpretando a protagonista Bia. Em 2012 apresentou o programa online XYZ TV e também retornou à Disney para participar do programa de despedida do Zapping Zone, como apresentadora convidada. Em 2013 fez a série Beleza S/A da GNT como Karine.
De 2015 até 2016, interpretava a doce e romântica  Helena, tia das protagonistas Isabela e Manuela, vividas por Larissa Manoela, na telenovela Cúmplices de um Resgate, no SBT.

## Filmografia

### Televisão
| Ano        | Título                          | Papel/Função |
| ---------- | ------------------------------- | ------------ |
| 2004       | Metamorphoses                   | Janete       |
| 2007-2012  | Zapping Zone                    | Ela Mesma    |
| 2008       | High School Musical - A Seleção | Ela Mesma    |
| 2011       | Quando Toca o Sino              | Jane         |
| 2013       | Beleza S/A                      | Karine       |
| 2015- 2016 | Cúmplices de um Resgate         | Helena Agnes |

### Cinema
| Ano  | Título                         | Papel     |
| ---- | ------------------------------ | --------- |
| 2010 | High School Musical: O Desafio | ela mesma |